# 比弗鎮區 (愛荷華州波爾克縣)
比弗鎮區（英語：Beaver Township）是位於美國愛荷華州波爾克縣的一個行政鎮區。

## 地方資料
根據2010年美國人口普查的數據，比弗鎮區的面積為62.57平方千米，當中陸地面積為62.52平方千米，而水域面積為0.05平方千米。當地共有人口3032人，而人口密度為每平方千米48.46人。